# Singen (Thüringen)
Singen is een dorp in de Duitse gemeente Stadtilm in het Ilm-Kreis in Thüringen. Het dorp wordt voor het eerst vermeld in een oorkonde uit 1294. Het was bezit van het klooster Paulinzella.

## Geschiedenis
In 1994 werd het dorp deel van de toen gevormde gemeente Singerberg die na twee jaar opging in de gemeente Ilmtal, die op 6 juli 2018 opging in de gemeente Stadtilm.